# Barusia laconica
Espèce
Synonymes
- Paraleptoneta laconica Brignoli, 1974

Barusia laconica est une espèce d'araignées aranéomorphes de la famille des Leptonetidae.

## Distribution
Cette espèce est endémique de Grèce. Elle se rencontre dans des grottes du Péloponnèse.

## Étymologie
Son nom d'espèce lui a été donné en référence au lieu de sa découverte, la Laconie.

## Publication originale
- Brignoli, 1974 : Araignées de Grèce VIII. Quelques Leptonetidae de la Laconie et de l'île de Crète (Arachnida, Araneae). Annales de Spéléologie, vol. 29, no 1, p. 63-70.